# دنگ

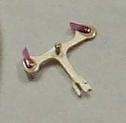
دنگ با پالت جواهر (صورتی)

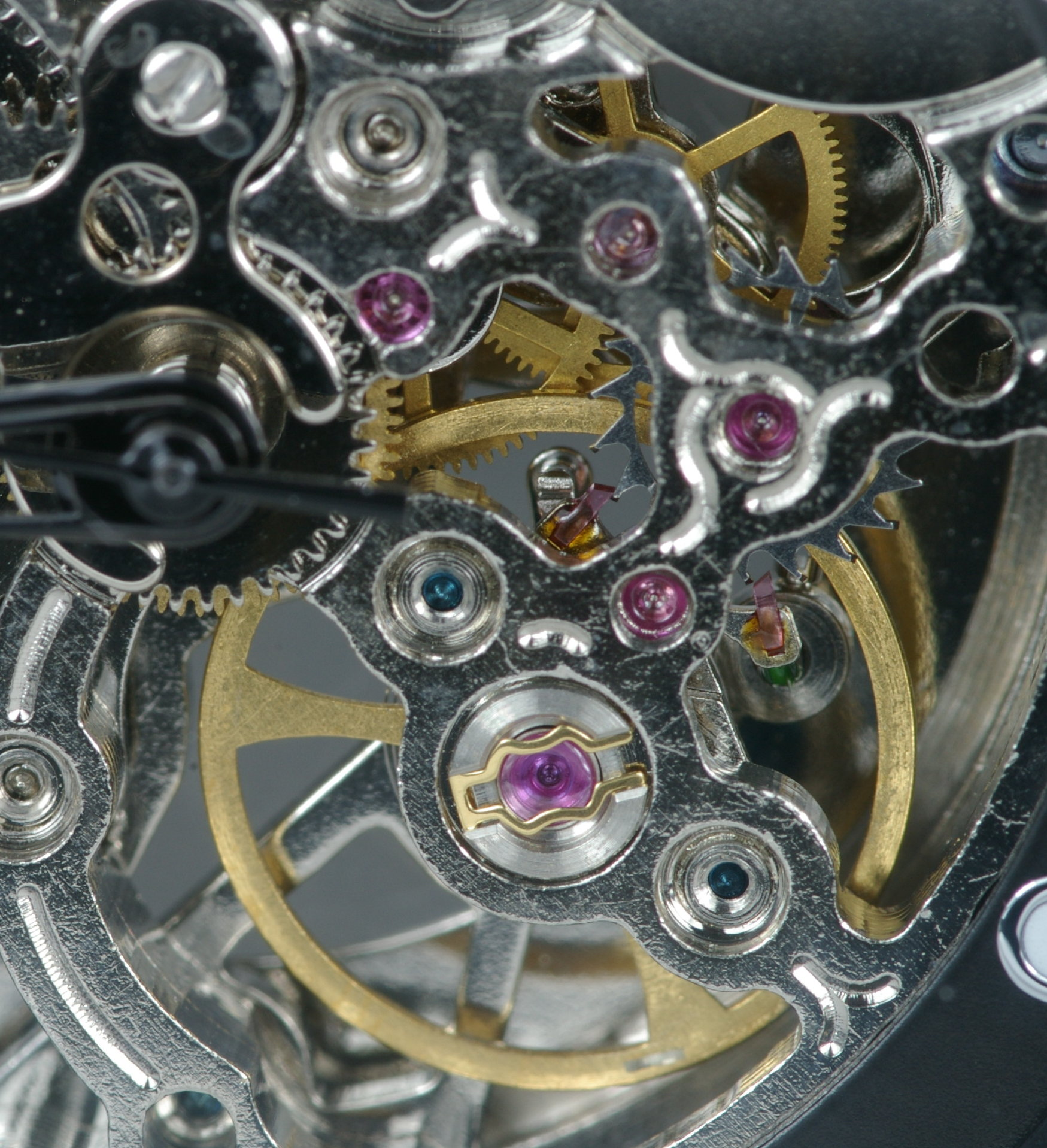
دنگ در این ساعت بالای رقاصک قرار دارد

دنگ جزئی از اهرم فرار یک ساعت مکانیکی است. دنگ و اهرم یک جزء را تشکیل می‌دهند که بین چرخ دنگ و رقاصک قرار می‌گیرد. هدف آن قفل کردن چرخ دنگ و رها کردن یک چرخ دنده در هر بار چرخش رقاصک است و همچنین فشارهای کوچکی به رقاصک وارد می‌کند تا به کارکرد آن تداوم ببخشد.
در ساعت‌های اولیه، دنگ و اهرم به عنوان اجزای جداگانه ساخته می‌شدند و به یکدیگر متصل می‌شدند. در ساعت‌های بعدی، همان‌طور که در تصویر نشان داده شده‌است، به عنوان یک جزء واحد ساخته شدند. این جزء واحد اغلب با عنوان "اهرم" نامیده می‌شود. در نوع خطی سیستم دنگ سوئیسی، دنگ به شکل "T" یا یک لنگر است، که به همین دلیل به آن نام دیگری دیگری تحت عنوان لنگر اطلاق شده‌است. اهرم در مرکز خود بر روی یک محور می‌چرخد؛ و در حین کار به عقب و جلو حرکت می‌کند. روی دو سر "T" سطوح زاویه‌دار به نام پالت وجود دارد که به‌طور متناوب با دندانه‌های چرخ دنگ درگیر می‌شوند. محور مرکزی اهرم دنگ به دارای انتهایی چنگال مانند است که پین رقاصک را هل می‌دهد. این پین در مرکز یک دیسک روی محور رقاصک قرار دارد. برای کاهش اصطکاک بین فلزات، پالت‌ها از قطعاتی از جنس یاقوت سرخ و با دقت بالایی ساخته شده‌اند. پالتی که چرخ دندهٔ چرخ دنگ در ابتدا با آن تماس می‌گیرند پالت ورودی و پالت دیگر پالت خروجی نامیده می‌شود.
زیر دنگ یک پین محافظ وجود دارد که از یک شکاف در یک دیسک غلتکی و به‌طور جداگانه از روی محور تعادل عبور می‌کند. این پین در حالت عادی کارایی ندارد. کارکرد این پین محافظ این است که موقعیت مناسب دنگ را برای دریافت پین رقاصک در زمان جدا شدن اهرم دنگ از چرخ دنگ را فراهم کند.
ساعت‌های زنگ‌دار مکانیکی و تایمرهای آشپزخانه از نوع اهرمی با دقت کمتر بهره می‌برند که در آن پین‌های فلزی عمودی جایگزین جواهرات پالت شده‌اند. این قطعات فلزی روسکوف یا دنگ پالت پین دار نامیده می‌شوند و قبلاً در ساعت‌های ارزان قیمت با اهرم پین دار استفاده می‌شد.